# Wilhelm Emmerich
Wilhelm Emmerich (* 7. Februar 1916 in Tiefenbach; † 22. Mai 1945 in Schwarmstedt) war ein deutscher SS-Oberscharführer, der in nationalsozialistischen Konzentrationslagern eingesetzt war.

## Leben
Emmerich war von Beruf Bäcker und Mitglied der NSDAP. Vom KZ Sachsenhausen wurde er 1940 in das Stammlager des KZ Auschwitz versetzt. Von Juni 1942 bis Mai 1943 war er zweiter Arbeitsdienstführer. Er war an den Erschießungen von Häftlingen an der Schwarzen Wand beteiligt. Emmerich war Ende 1942 kurzzeitig Kommandoführer des nur mehrere Wochen bestehenden Außenkommandos Chełmek des KZ Auschwitz. In diesem mussten KZ-Häftlinge unter inhumanen Arbeitsbedingungen Teicharbeiten verrichten, bei denen viele Häftlinge starben. Ab Sommer 1943 war Emmerich kurzzeitig Rapportführer im KZ Auschwitz-Monowitz und anschließend im Vernichtungslager Auschwitz-Birkenau.
Emmerich wurde durch den Widerstand einer Jüdin, die in der Gaskammer ermordet werden sollte, erheblich verletzt: Am 23. Oktober 1943 erreichte ein Transport mit 1800 so genannten Austauschjuden das Vernichtungslager Auschwitz-Birkenau. Ihnen war versprochen worden, in ein nicht existierendes Lager namens Bergau bei Dresden verbracht zu werden. Nach ihrer Ankunft in Auschwitz wurden die Menschen unruhig, da sie ahnten, betrogen worden zu sein. Die Männer wurden von Frauen und Kindern getrennt und unter Einsatz von Gewalt mit Lastwagen von der Rampe zu den Krematorien gebracht. Die ebenfalls dort angekommenen Frauen blieben misstrauisch, obgleich Schutzhaftlagerführer Franz Hößler sie mit der Aussage, dass sie nach einer Desinfektion ausreisen könnten, täuschte. Die Hälfte der Frauen folgte Hößlers Aufforderung, die anderen wurden durch Schläge zum Ausziehen gezwungen. Franciszka Mann, eine bekannte Tänzerin in Warschau, leistete dabei Widerstand – von dem nachfolgend geschilderten Vorgang existieren unterschiedliche Versionen. Während sie sich langsam auszog, schlug sie dem SS-Mann Walter Quakernack mit ihrem Schuh ins Gesicht und konnte ihm dabei die Pistole entwenden. Sie schoss auf Quakernack, verfehlte diesen, und traf stattdessen den SS-Mann Josef Schillinger in den Bauch. Es gelang ihr auch auf Emmerich zu schießen, der infolgedessen ein halbsteifes Bein hatte – Schillinger verblutete auf dem Weg ins Krankenhaus. Die verbliebenen Frauen gingen nun auf die anderen SS-Männer, die den Raum verließen, mit Fäusten los. Kurz darauf wurden die Frauen mit herbeigeschafften Maschinengewehren beschossen. Die Überlebenden dieses Massakers wurden in der Gaskammer ermordet.
Im Zuge der Korruptionsermittlungen des SS-Richters Konrad Morgen im Lagerkomplex Auschwitz wurde bei Emmerich Gold gefunden, das wahrscheinlich von Holocaustopfern stammte. Zwar wurde Emmerich deswegen für einige Zeit inhaftiert, jedoch „ohne Urteilsspruch wieder aus der Haft entlassen“.
Nach der Evakuierung des KZ Auschwitz im Januar 1945 war er im KZ Mittelbau eingesetzt. Nach der Räumung dieses Lagers gelangte er im Frühjahr 1945 in das KZ Bergen-Belsen, wo er als Rapportführer eingesetzt war. Wenige Wochen nach der Übergabe des KZ Bergen-Belsen an die britische Armee starb Emmerich am 22. Mai 1945  im Reservelazarett Schwarmstedt an Typhus.
Auf Betreiben seiner Witwe wurde 1949 zur Sicherung ihrer Ansprüche auf Hinterbliebenenrente ein Spruchkammerverfahren gegen den verstorbenen Emmerich durchgeführt. Da diese Ansprüche nur durchgesetzt werden konnten, wenn der Betroffene nicht als Hauptschuldiger oder Belasteter entnazifiziert wurde, folgte das Ministerium für politische Befreiung Baden-Württemberg zunächst ihren Angaben und beurteilte Emmerich zunächst nicht als Hauptschuldigen oder Belasteten. Zeugenaussagen von Auschwitzüberlebenden führten zu einer Wiederaufnahme des Verfahrens – Emmerich wurde von diesen als besonders brutal, rücksichtslos und sadistisch beschrieben. Aufgrund dieser Aussagen wurde Emmerich als Täter im KZ Auschwitz letztlich als Hauptschuldiger eingestuft.
Auf einer Gedenktafel für 39 im Zweiten Weltkrieg gefallene Soldaten in der Tiefenbacher Pfarrkirche St. Johannes wurde auch Emmerich geehrt. Im Jahr 2017 wurde sein Name von der Tafel getilgt.